# Château de Forna
Le château de Forna est un château situé sur le territoire de la municipalité d'Adsubia, dans la communauté valencienne en Espagne. Il a été construit au XIIIe siècle dans un style médiéval avec des rajouts des XIVe et XVIe siècles.

## Description
Il s'agit d'un château majestueux avec un aspect plus grandiose que défensif, avec un plan carré comportant une cour centrale et quatre tours aux angles.
En dehors, les murs ont peu d'ouvertures, l'accès à l'intérieur se fait par un arc brisé. À l'intérieur et autour de la cour, les différentes pièces sont réparties sur deux étages. Près de l'entrée se trouvent les écuries, les cuisines, la salle à manger et un grand salon avec de grandes fenêtres disposées sur les pièces du patio et à l'étage.
Le matériau utilisé est du pisé, il est utilisé sur la maçonnerie, il est mis en évidence dans des ouvertures en briques.
Les tours ont une architecture indépendante. Dans la tour nord-est, plus grande que l'autre, se trouvait une salle couverte par une voûte. Dans la tour nord, il existe des peintures murales exceptionnelles qui sont conservées le niveau inférieur.

## Protection
Le château fait l’objet d’un classement en Espagne au titre de bien d'intérêt culturel depuis le 22 avril 1949.

### Source
- (es) Cet article est partiellement ou en totalité issu de l’article de Wikipédia en espagnol intitulé « Castillo de Forna » (voir la liste des auteurs).